# DSA-652
La DSA-652 es una carretera perteneciente a la Red Secundaria de la Diputación Provincial de Salamanca que une las localidades de Babilafuente y Moríñigo.

## Origen y Destino
La carretera  DSA-652  tiene su origen en Babilafuente en la intersección con la carretera  SA-810 , y termina en el casco urbano de Moríñigo formando parte de la Red de carreteras de Salamanca.